# Leonardo Pulcini
Leonardo Pulcini (Roma, Italia; 25 de junio de 1998) es un piloto de automovilismo italiano. Fue campeón de Eurofórmula Open y del Campeonato de España de F3 en 2016, y del International GT Open en 2022. Disputó dos temporadas de GP3 Series, obteniendo dos victorias y seis podios, y resultando cuarto en 2018 con Campos Racing. En 2019 compitió en el Campeonato de Fórmula 3 de la FIA, logró una victoria en la ronda de Silverstone y dos podios.

## Carrera

### Inicios
Iniciado en los kartings, fue subcampeón mundial Júnior CIK-FIA en 2012. Dos años más tarde debutó en monoplazas en el Campeonato de Italia de Fórmula 4 compitiendo con la escudería DAV Racing, logrando 6 podios para finalizar 4.º el torneo. También participó de dos rondas el mismo año con el mismo equipo, en Eurofórmula Open.
Pasó a correr la temporada de Eurofórmula Open en 2015, conquistando su primera victoria en el Red Bull Ring; terminó 9.º en el campeonato. Continuó en el campeonato para 2016, pero esta vez con la escudería española Campos Racing. Ganó 7 de 16 carreras con podio en casi todas las restantes, y le llevó el título. También se llevó el Campeonato de España de Fórmula 3 (conformado por 3 fechas de la Eurofórmula) con dos victorias.

### GP3 Series
Luego de pruebas con Campos para correr en GP3 Series en 2017, finalmente firmó con Arden International. A pesar de lograr un podio en su primera carrera de la temporada, Pulcini fue incapaz de volver a conseguir puntos para el mismo resultado. Más tarde logró una vuelta rápida, y finalmente quedó en el puesto 14 en la general.
Volvió a la estructura de Campos en 2018. Compartió equipo con Diego Menchaca y Simo Laaksonen. Sumó regularmente en la primera etapa de la temporada, con doble podio en Austria y otro más en Hungría. En Rusia hizo la pole en la carrera larga y ganó, y repitió victoria en Abu Dabi, en la última ronda. Terminó 4.º detrás de Hubert, Mazepin e Ilott, con 156 puntos, con más de 100 de ventaja sobre sus dos compañeros de equipo.

### Campeonato de Fórmula 3 de la FIA
Actualmente es parte de la temporada inaugural del Campeonato de Fórmula 3 de la FIA con el equipo Hitech Grand Prix, junto a Jüri Vips y Ye Yifei. Logró la victoria en Silverstone y subió al podio en Budapest. Finalizó octavo en el campeonato con 78 puntos. En 2020 volverá a la competición, sustituyendo a Ben Barnicoat en Carlin Buzz Racing a partir de la ronda en Barcelona.

## Resumen de carrera
| Temporada | Categoría                                          | Equipo                  | Carreras     | Victorias    | Poles        | VR           | Podios       | Puntos       | Pos.         |
| --------- | -------------------------------------------------- | ----------------------- | ------------ | ------------ | ------------ | ------------ | ------------ | ------------ | ------------ |
| 2014      | Campeonato de Italia de Fórmula 4                  | DAV Racing              | 21           | 0            | 0            | 0            | 6            | 187          | 4.º          |
| 2014      | Eurofórmula Open                                   | DAV Racing              | 4            | 0            | 0            | 0            | 0            | 14           | 19.º         |
| 2014      | Campeonato de España de Fórmula 3                  | DAV Racing              | 2            | 0            | 0            | 0            | 0            | 0            | NC†          |
| 2015      | Eurofórmula Open                                   | DAV Racing              | 16           | 1            | 0            | 0            | 2            | 91           | 9.º          |
| 2015      | Campeonato de España de Fórmula 3                  | DAV Racing              | 6            | 0            | 0            | 0            | 0            | 22           | 9.º          |
| 2015      | Auto GP                                            | FMS Racing              | 2            | 0            | 0            | 0            | 1            | 27           | 5.º‡         |
| 2016      | Eurofórmula Open                                   | Campos Racing           | 16           | 7            | 3            | 8            | 13           | 303          | 1.º          |
| 2016      | Campeonato de España de Fórmula 3                  | Campos Racing           | 6            | 1            | 1            | 4            | 5            | 105          | 1.º          |
| 2017      | GP3 Series                                         | Arden International     | 15           | 0            | 0            | 1            | 1            | 20           | 14.º         |
| 2018      | GP3 Series                                         | Campos Racing           | 18           | 2            | 2            | 2            | 5            | 156          | 4.º          |
| 2019      | Campeonato de Fórmula 3 de la FIA                  | Hitech Grand Prix       | 16           | 1            | 0            | 0            | 2            | 78           | 8.º          |
| 2019      | Gran Premio de Macao                               | Campos Racing           | 1            | 0            | 0            | 0            | 0            | N/A          | DNF          |
| 2020      | Campionato Italiano Gran Turismo                   | Vincenzo Sospiri Racing | 4            | 0            | 0            | 0            | 1            | 27           | 8.º          |
| 2020      | Campeonato de Fórmula 3 de la FIA                  | Carlin Buzz Racing      | 2            | 0            | 0            | 0            | 0            | 0            | 33.º         |
| 2021      | Lamborghini Super Trofeo Europa                    | Oregon Team             | 12           | ?            | ?            | ?            | ?            | ?            | 1.º          |
| 2022      | International GT Open                              | Oregon Team             | 13           | 4            | 2            | 1            | 7            | 128          | 1.º          |
| 2023      | GT World Challenge Europe Endurance Cup            | Iron Lynx               | 5            | 0            | 0            | 0            | 0            | 0            | NC           |
| 2023      | GT World Challenge Europe Endurance Cup - Gold Cup | Iron Lynx               | 5            | 0            | 1            | 0            | 1            | 44           | 8.º          |
| 2023      | Campionato Italiano Gran Turismo - GT3             | Oregon Team             | 2            | 0            | 0            | 0            | 0            | 0            | NC†          |
| 2024      | International GT Open                              | Oregon Team             | Disputándose | Disputándose | Disputándose | Disputándose | Disputándose | Disputándose | Disputándose |
| 2024      | IMSA SportsCar Championship - GTD Pro              | Iron Lynx               | Disputándose | Disputándose | Disputándose | Disputándose | Disputándose | Disputándose | Disputándose |
| Fuente:   |                                                    |                         |              |              |              |              |              |              |              |

- ‡ - Posición cuando la temporada fue cancelada.
- † - Al participar Pulcini como piloto invitado, no fue apto para puntuar.

## Resultados

### GP3 Series
(Clave) (negrita indica pole position) (cursiva indica vuelta rápida puntuable)

| Año  | Escudería           | 1   | 1   | 2   | 2   | 3   | 3   | 4   | 4   | 5   | 5   | 6   | 6   | 7   | 7   | 8   | 8   | 9   | 9   | Pos. | Puntos | Ref.  |
| ---- | ------------------- | --- | --- | --- | --- | --- | --- | --- | --- | --- | --- | --- | --- | --- | --- | --- | --- | --- | --- | ---- | ------ | ----- |
| 2017 | Arden International | BAR | BAR | SPI | SPI | SIL | SIL | BUD | BUD | SPA | SPA | MNZ | MNZ | JER | JER | YMC | YMC |     |     | 14.º | 20     | [ 8 ] |
| 2017 | Arden International | 2   | 17  | Ret | 14  | 11  | 12  | 15  | 10  | 11  | 11  | Ret | C   | 14  | 13  | 17† | Ret |     |     | 14.º | 20     | [ 8 ] |
| 2018 | Campos Racing       | BAR | BAR | LEC | LEC | SPI | SPI | SIL | SIL | BUD | BUD | SPA | SPA | MNZ | MNZ | SOC | SOC | YMC | YMC | 4.º  | 156    | [ 9 ] |
| 2018 | Campos Racing       | 4   | 9   | 4   | 8   | 2   | 3   | 6   | 6   | 2   | 4   | 15  | Ret | 14  | 7   | 1   | 8   | 1   | 12  | 4.º  | 156    | [ 9 ] |

### Campeonato de Fórmula 3 de la FIA
(Clave) (negrita indica pole position) (cursiva indica vuelta rápida puntuable)

| Año  | Escudería          | 1    | 1    | 2    | 2    | 3   | 3   | 4    | 4    | 5    | 5    | 6   | 6   | 7   | 7   | 8   | 8   | 9   | 9   | Pos. | Puntos | Ref.   |
| ---- | ------------------ | ---- | ---- | ---- | ---- | --- | --- | ---- | ---- | ---- | ---- | --- | --- | --- | --- | --- | --- | --- | --- | ---- | ------ | ------ |
| 2019 | Hitech Grand Prix  | BAR  | BAR  | LEC  | LEC  | SPI | SPI | SIL  | SIL  | BUD  | BUD  | SPA | SPA | MNZ | MNZ | SOC | SOC |     |     | 8.º  | 78     | [ 6 ]  |
| 2019 | Hitech Grand Prix  | 20   | 21   | Ret  | 12   | 9   | 5   | 4    | 1    | 7    | 2    | 7   | 7   | 10  | 6   | 4   | 17  |     |     | 8.º  | 78     | [ 6 ]  |
| 2020 | Carlin Buzz Racing | SPI1 | SPI1 | SPI2 | SPI2 | BUD | BUD | SIL1 | SIL1 | SIL2 | SIL2 | BAR | BAR | SPA | SPA | MNZ | MNZ | MUG | MUG | 33.º | 0      | [ 10 ] |
| 2020 | Carlin Buzz Racing |      |      |      |      |     |     |      |      |      |      | 16  | 24  |     |     |     |     |     |     | 33.º | 0      | [ 10 ] |